# Tatocnemis crenulatipennis
Tatocnemis crenulatipennis là loài chuồn chuồn trong họ Megapodagrionidae. Loài này được Fraser mô tả khoa học đầu tiên năm 1952.